# Paringsdrift
Paringsdrift is het verschijnsel bij dieren dat zij een aangeboren neiging hebben tot paarvorming. Dit is van belang voor het behoud van de soort. Het wordt ook wel gezien als een neiging tot copuleren die in de paartijd optreedt. Bij de voortplanting gaat het om heel wat meer dan de deling van cellen (zie: celdeling), zoals bij de ongeslachtelijke voortplanting. Men kan het verschijnsel zien als een van de directe levensvoorwaarden van een dier. Andere voorwaarden zijn bijvoorbeeld het voeden van zichzelf door voedsel op te zoeken. Een voorwaarde daarvoor is weer het voortbewegen van zichzelf. De mogelijkheid om te reageren op uitwendige prikkels (ook van belang bij de paring). En als laatste de mogelijkheid om binnen de leeftijdsgrens te groeien. Dit laatste vertraagt of eindigt met het volwassen zijn.